# Rosewood Lane
Pour plus de détails, voir Fiche technique et Distribution.
Rosewood Lane est un thriller américain écrit et réalisé par Victor Salva et sorti en 2012.

## Synopsis
Le Dr Sonny Blake (McGowan), une psychiatre animant une ligne d'écoute radiophonique, retourne dans le village de son enfance. Elle tombe sur Derek Barber (Owens), un sociopathe qui harcelait son père et commence à s'en prendre à elle...

## Fiche technique
- Titre original : Rosewood Lane
- Réalisation : Victor Salva
- Scénario : Victor Salva
- Direction artistique : Carmi Gallo
- Décors : Sergio De La Vega
- Costumes :
- Photographie : Don E. FauntLeRoy
- Son :
- Montage : Ed Marx
- Musique : Bennett Salvay
- Production : Nadine DeBarros, Don E. FauntLeRoy et Phillip B. Goldfine
- Société(s) de production : Hollywood Media Bridge et Voltage Pictures
- Société(s) de distribution :
- Budget :
- Pays de production :  États-Unis
- Langue : Anglais
- Format : Couleurs - 35mm - 2.35:1 - Son Dolby numérique
- Genre : Thriller
- Durée : 97 minutes
- Dates de sortie :
  - États-Unis : 5 octobre 2011 (Screamfest Horror Film Festival)
  - Russie : 5 juillet 2012

## Distribution

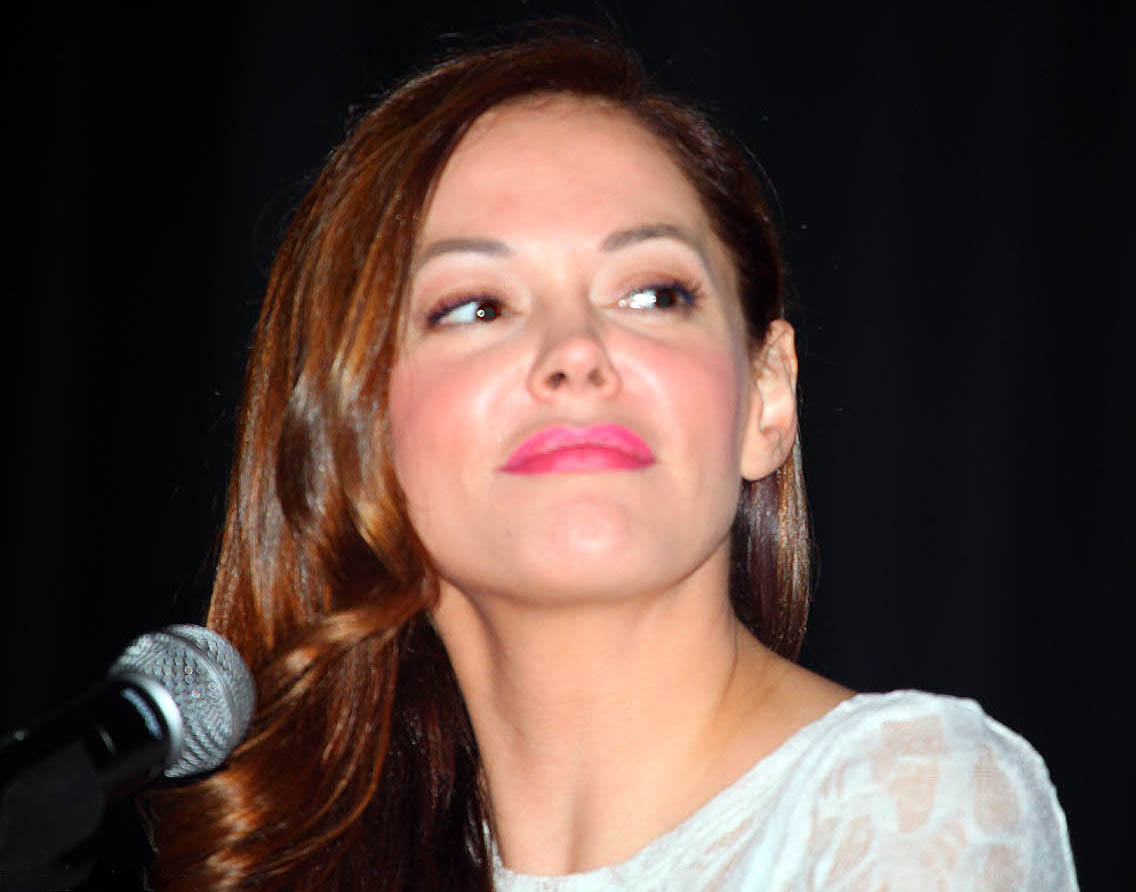
L'actrice principale Rose McGowan, l'année de tournage du film.

- Rose McGowan : Sonny Blake
- Ray Wise : le lieutenant Briggs
- Lauren Vélez : Paula Crenshaw
- Lesley-Anne Down : le Dr Cloey Talbot
- Rance Howard : Fred Crumb
- Bill Fagerbakke : Hank Hawthorne
- Lin Shaye : Mme Hawthorne
- Judson Mills : Darren Summers
- Ashton Moio : le petit Hawthorne
- Steve Tom : Glenn Forrester
- Sonny Marinelli : Barrett Tanner
- Daniel Ross Owens : Derek Barber